# Mariusa
Mariusa, ime koje se spominje kao jedno od plemena koje je govorilo jezikom porodice Guarauan. Na Nimuendajúovoj mapi nalaze se označeni između rijeka Imataca, Macareo i Manamo na desnoj obali delte Orinoca u Venezueli.
Plassard ih (1868) uz Chaguan (Chaguane) spominje kao jedno nekih 20 Warrau podplemena;.